# Rafael García de la Riva Sanchiz
Rafael García de la Riva Sanchiz (nascut el 21 de juliol de 1943) ha estat un polític socialista valencià, que ha estat governador civil de diverses províncies durant el govern de Felipe González.
L'octubre de 1974 figura com a afiliat a l'Agrupació del PSOE d'El Puig. Havia estat director de l'Institut Nacional de la Salut a València fins que en gener de 1988 fou governador civil de Terol El 1992 va deixar el càrrec quan fou nomenat Governador civil de Castelló Deixà el càrrec el 1994, quan fou nomenat Governador civil de Saragossa i delegat del govern a Aragó. Durant el seu mandat es va produir el segrest de Publio Cordón Munilla per part del GRAPO i fou objecte d'una polèmica quan un subsecretari del govern civil el va acusar d'ús indegut de cabals públics quan era governador civil de Castelló. Va ocupar el càrrec fins a juliol de 1995, quan fou nomenat governador civil d'Alacant. Va ocupar el càrrec fins a la victòria de José María Aznar a les eleccions generals espanyoles de 1996.